# Андрієвський Дмитро Йосипович
Андріє́вський Дмитро́ Йо́сипович (нар. 6 січня 1967, с. Ольга, Приморський край, СРСР) — український політичний діяч і бізнесмен. Народний депутат України VII і VIII скликань.

## Біографія
Народився 6 січня 1967 року в селі Ольга Приморського краю (СРСР) в сім'ї військового.

### Освіта
У 1984 році закінчив середню школу у м. Ржев Калінінської області. У цьому ж році вступив на перший курс Політехнічного інституту м. Калініна.
З 1985 по 1987 роки проходив службу в армії. Учасник бойових дій в Афганістані.
У 1987 році вступив на другий курс Київського політехнічного інституту на факультет гірничої електромеханіки, який закінчив з відзнакою в 1992 році, отримавши диплом інженера з енергопостачання.
У 2005 році закінчив Національну академію державного управління при Президентові України за фахом «управління містом». Кандидат наук з державного управління з 2011 року.

### Професійна діяльність
Після закінчення інституту працював інженером-технологом на Київському заводі реле та автоматики, директором по маркетингу малого приватного підприємства «ОНІКС», очолював представництво «Franklin Group Ltd».
З 2001 по 2004 роки обіймав посаду віце-президента, а з 2004 по 2007 роки — Президента ТОВ "Концерн «Київпідземшляхбуд».
У 2008—2012 рр. та з 2020 року займає керівні посади на підприємствах групи Inteco. З листопада 2019 р. також обіймає посаду виконавчого директора ColorTec Kft. (Угорщина).

### Політична діяльність
З 2002 по 2006 рік — депутат Київради IV скликання від 81 виборчого округу (Солом'янський район Києва), де був членом фракції «Наша Україна», членом постійної комісії Київради з питань бюджету та соціально-економічного розвитку.
Під час Президентської виборчої компанії 2004 року — довірена особа кандидата на посаду Президента України Віктора Ющенка по територіальному округу № 222 (Солом'янський район Києва).
У 2006 році обраний депутатом Київради V скликання, член фракції Блоку «Наша Україна» у Київській міській раді, член постійної комісії Київради з питань бюджету та соціально-економічного розвитку.
У 2006–2007 рр. — керівник виконавчого комітету Київської міської організації політичної партії Народний Союз «Наша Україна».
У п'ятому скликанні очолював фракцію «Наша Україна», але вийшов з партії, коли фракція стала брати участь в земельних аферах команди Черновецького.
До 2008 року — член Ради політичної партії Народний Союз «Наша Україна», член ради Київської міської та Солом'янської районної в місті Києві організації партії. У 2008 році вийшов з політичної партії НСНУ.
З травня 2008 року — депутат Київради VI скликання, член депутатської фракції Блоку Віталія Кличка, з вересня 2010 року — позафракційний.
2 серпня 2008 року обирається головою Української селянської демократичної партії.
На виборах до Верховної Ради 2012 року кандидат у народні депутати в окрузі № 222 (Солом'янський район міста Києва) від Об'єднаної опозиції «Батьківщина». Переміг, отримавши 33,87 % (34 006 голосів виборців). Заступник голови Комітету з питань будівництва, містобудування і житлово-комунального господарства та регіональної політики, член Спеціальної контрольної комісії з питань приватизації.
18 вересня 2012 року було скоєно напад на його помічника Максима Шкуро, який Дмитро Андрієвський пов'язав зі своєю політичною діяльністю.
На дострокових виборах до Верховної Ради 2014 був обраний депутатом від «Блоку Петра Порошенка» по 222-му одномандатному виборчому округу м Київ (Солом'янський район). Переміг, отримавши 57,29 % (48011 голосів виборців). У Верховній Раді VIII скликання є членом фракції «Блок Петра Порошенка» і обраний Першим заступником голови Комітету з питань будівництва, містобудування і житлово-комунального господарства.
25 грудня 2018 року включений до списку санкцій Росії.
2019 року брав участь до виборів у Верховній Раді України як самовисуванець, не обрано.

## Майно по декларації
Згідно офіційної декларації Дмитру Андрієвському належить:
- 86 картин Рєпіна, Бакста, Айвазовського та інших відомих художників. Вартість картин в декларації не вказана;
- 7 швейцарських годинників. Вартість годинника не вказана, але найдешевші годинники цих брендів коштують 900 000 гривень;
- 14 земельних ділянок загальною площею 317 172 квадратних метрів або 32 гектара. Для порівняння площу Ватикану — 44 гектара.
- 3 будинки загальною площею 714 квадратних метрів.
- Інша нерухомість (офіси, квартири, гаражі) площею 1 010 квадратних метрів.
- Автомобілі Bentley Continental, Lexus LX 570, Mercedes-benz GLS500 4matic. Автомобілі були придбані під час депутатства Дмитра Андрієвського.
- Акції ПАТ "Акціонерне товариство «Київводоканал», ПАТ «Спеціалізоване управління протизсувних підземних робіт», ПАТ «Український професійний банк»
- Кіпрський офшор Restima Construction Limited.

## Законотворча діяльність
Прийнято такі важливі закони, ініціатором або співініціатором яких був Дмитро Андрієвський (всього 16).
Щодо реформування жкг
- Про житлово-комунальні послуги (нова редакція), який передбачає вдосконалення гарантування прав споживачів житлово-комунальних послуг[19];
- Про комерційний облік теплової енергії та водопостачання;[20]
- Про енергетичну ефективність будівель;[21]
- Про внесення змін до деяких законів України щодо заборони звернення стягнення та накладення арешту на кошти суб'єктів господарювання у сферах тепло-, водопостачання та водовідведення, отриманих від міжнародних фінансових організацій на реалізацію інвестиційних проектів (заходів) в Україні.[22]

Щодо вдосконалення відносин у сфері будівництва
- Про внесення змін до деяких законодавчих актів щодо містобудівної діяльності (Закон 1817), який спростив дозвільні процедури для невеликих проектів і запровадив більш жорсткий контроль при будівництві  багатоповерхових багатоквартирних будинків;[23]
- Про внесення змін до Закону України «Про регулювання містобудівної діяльності» щодо продовження терміну прийняття в експлуатацію об'єктів будівництва, збудованих без дозволу на виконання будівельних робіт, який спростив прийняття в експлуатацію індивідуальних будинків побудованих без дозволу до 2015 року;[24]
- Про внесення змін до деяких законодавчих актів України (щодо інвестиційної привабливості будівництва об'єктів відновлювальної енергетики)[25]

Забезпечення прав мешканців гуртожитків
- Про внесення змін до деяких законодавчих актів України щодо забезпечення реалізації житлових прав мешканців гуртожитків;[26]
- про внесення змін до пункту 3 розділу VIII «Прикінцеві положення» Закону України «Про забезпечення реалізації житлових прав мешканців гуртожитків»;[26]

Щодо соціального захисту за ініціативою виборців
- Про внесення змін до деяких законодавчих актів України (щодо уточнення правових норм, що врегульовують питання визначення категорій осіб, які підлягають загальнообов'язковому державному пенсійному страхуванню);[27]
- Про внесення змін до деяких законодавчих актів України щодо посилення соціального захисту осіб, які доглядають за хворими дітьми.[28]

#### Участь у скасуванні статті про незаконне збагачення держслужбовців
Був одним з 59 депутатів, що підписали подання, на підставі якого Конституційний суд України скасував статтю Кримінального кодексу України про незаконне збагачення, що зобов'язувала держслужбовців давати пояснення про джерела їх доходів і доходів членів їх сімей. Кримінальну відповідальність за незаконне збагачення в Україні запровадили у 2015 році. Це було однією з вимог ЄС на виконання Плану дій з візової лібералізації, а також одним із зобов'язань України перед МВФ, закріпленим меморандумом. Конституційний Суд визнав, що ст. 368-2 КК порушує конституційний принцип презумпції невинуватості. На думку суддів, доводити незаконність доходів має сторона звинувачення.

## Громадська діяльність
В грудні 2003 року Дмитро Андрієвський увійшов до складу наглядової ради Національного технічного університету «Київський політехнічний інститут».
У 2013—2014 роках був учасником Революції гідності. Спільно з колегами депутатами організували роботу депутатської приймальні в наметі на Майдані Незалежності.

## Благодійність
2009 року видання «Дело» назвало Андрієвського 5-м серед найкращих меценатів України. Зокрема, за фінансування фестивалю театральних шкіл «Натхнення», вистави «Мертві душі» (авторства українофобсткого письменника Булгаков), поставленої до 200-річчя Миколи Гоголя Театром на Подолі.
2010 року за ініціативою Андрієвського у КПІ було запроваджено іменну стипендію для здібних студентів.
Андрієвський допомагає своїй альма матер відкривати скульптурні композиції: пам'ятник Олені Телізі (2009), скульптура «Еволюція пізнання».
2018 року Андрієвський став президентом БФ «Асоціація випускників КПІ ім. Ігоря Сікорського».

## Нагороди та звання
Нагороджений Орденом «За заслуги» ІІІ ступеня (27 травня 2005), Орденом «За заслуги» ІІ ступеня (15 лютого 2017), подякою Президента України, почесною грамотою Кабінету Міністрів України, нагрудним знаком «Знак пошани», відзнакою Ради національної безпеки і оборони України ІІІ ступеня (12 жовтня 2022), грамотою та подяками Київського міського голови.